# ويليام هنري ولتش
ويليام هنري ولتش (بالإنجليزية: William H. Welch)‏ (8 نيسان 1850 – 30 نيسان 1934) كان طبيباً أمريكياً ومختصاً في علم الأمراض وعلم الجراثيم ومديراً لمدرسة طبيبة، وأحد المؤسسين الأربعة الكبار لمستشفى جونز هوبكنز أول عميد لمدرسة طب جامعة جونز هوبكنز ومؤسس مدرسة جونز هوبكنز بلومبرغ للصحة العامة، وهي أول مدرسة صحة عمومية في البلاد.
اشتهر ويليام هنري ولتش بمجموع أعماله المعاصرة المقنعة أكثر من أبحاثه العلمية، وتحمل مكتبة مدرسة طب جامعة جونز هوبكنز اسمه. خلال حياته كان يسمى بعميد الطب الأمريكي، وحصل على الكثير من الجوائز والتكريم في حياته وبعد وفاته.

## سيرته

### بداياته
ولد ويليام هنري ولتش 8 نيسان 1850 لويليام ويكهام ولتش وإميلين كولين ولتش في نورفولك بكونيتيكت. درس في معهد نورفولك ومعهد ونتشستر، وهي مدراس داخلية. كان أبوه وجده وأربعة من أعمامه أطباء. التحق بجامعة ييل في عام 1866 حيث درس اللغة اليونانية والأدب الكلاسيكي. في البداية لم يكن مهتما بدراسة الطب، لكن طموحه كان أن يعلم اللغة اليونانية. حصل على شهادة البكالوريوس في الأدب في عام 1870، وبصفته خريج دراسة أولية انضم لجمعية الجمجمة والعظام.

### بداياته المهنية
بعد فترة قصيرة من التدريس في مدرسة ثانوية في نورويتش في ولاية نيويورك، التحق بكلية الأطباء والجراحين بجامعة كولومبيا في مانهاتن. تخرج طبيبا في عام 1875. وخلال الفترة من عام 1876 إلى 1877 درس في عدة مختبرات ألمانية مع مجموعة من العلماء من بينهم يوليوس فريدريش كونهايم. هذه الخبرة في الخارج دفعت ويليام هنري ولتش لوضع خطته وتصوره لمعهد طبي جديد على أساس معهد تاريخ الطب في جامعة لايبتزغ. عاد إلى الولايات المتحدة في عام 1877 وافتتح مختبرا في كلية بلفو الطبية (حاليا هي جزء من جامعة نيويورك مدرسة الطب).

### عمله في جونز هوبكنز
كان ولتش من الأساتذة «الأربعة الكبار» الذين شاركوا في تأسيس مستشفى جونز هوبكنز في بالتيمور بولاية ماريلاند (مع ويليام أوسلر وويليام ستيوارت هالستد وهاورد أتوود كيلي). وفي عام 1884، كان أول طبيب بدرجة أستاذ في مستشفى جونز هوبكنز ومدرسة الطب بجامعة جونز هوبكينز في بالتيمور. وفي عام 1886، كان لديه 16 طبيبا متخرجا يعملون في مختبره الذي كان أول برنامج تدريب للدراسات العليا للأطباء في الولايات المتحدة. كما ساعد القيمين على الكلية لتعيين الأطباء المؤسسين الآخرين وهم ويليام ستيوارت هالستد وويليام أوسلر وهاورد أتوود كيلي.
أصبح ويليام هنري ولتش رئيسا لقسم الأمراض عند افتتاح المستشفى عام 1889. وفي عام 1893، كان أول عميد لمدرسة طب جامعة جونز هوبكنز. وفي عام 1916، أسس مدرسة جونز هوبكنز بلومبرغ للصحة العامة، وهي أول مدرسة صحة عمومية في البلاد. كما ساهم في تأسيس المكتبة الطبية الجديدة في الجامعة. ثم شرع في ساباتيكال في أوروبا، حيث زار معاهد جامعة لايبتزغ وجامعات أخرى بالأضافة لمكتبات ومحلات بيع الكتب. هذه المؤسسات الألمانية أثرت في معهد تاريخ الطب في جونز هوبكنز الذي تأسس في عام 1929.

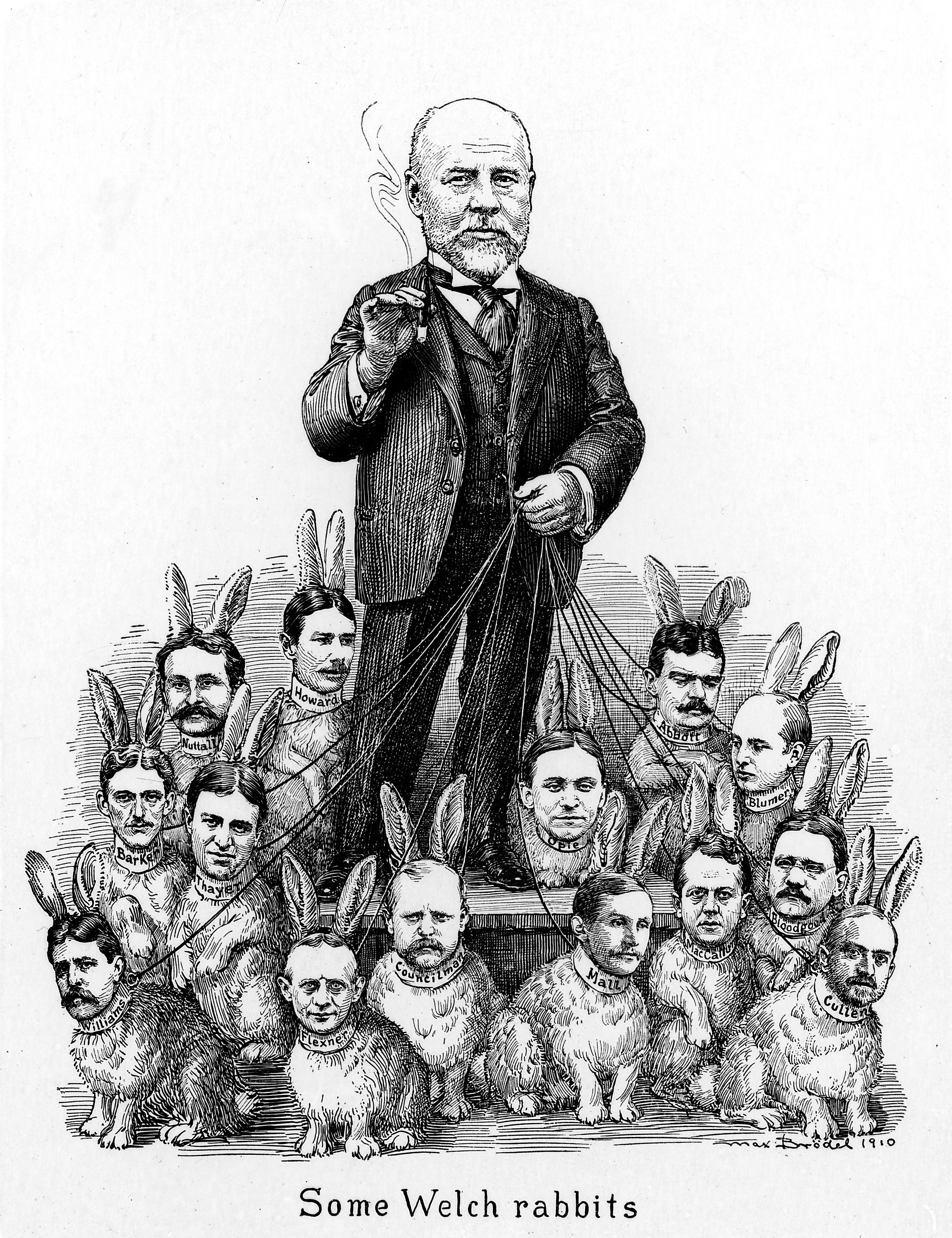
كاريكاتير لويليام هنري ولتش مع تلاميذه رسمه ماكس برودل عام 1910.

الأطباء من خريجي برامج تدريب ولتش كان مرغوب فيهم كأطباء أكاديميين، وتنافست كليات ومعاهد الطب في الولايات المتحدة على خريجيه وطلابه السابقين لملء المانصب العليا. كما أن الكثيرين من الذين تدربوا على يديه أصبحوا أطباء بارزين مثل ولتر ريد، أحد مكتشفي الحمى الصفراء، وسايمون فلكسنر المدير المؤسس لمعهد روكفلر للأبحاث الطبية والحاصلين على جائزة نوبل جورج ويبل وبيتون روس.
ركزت أبحاث ولتش على علم الجراثيم واكتشف الكائن المسبب للغرغرينا الغازية والذي سمي حينها بالمطثية الولتشية (بالإنجليزية: Clostridium welchii)‏ لكنها سيمت لاحقا بالمطثية الحاطمة (بالإنجليزية: Clostridium perfringens)‏.
كان المدير المؤسس لمجلس الإدارة العلمية في لمعهد روكفلر للأبحاث الطبية للفترة من 1901 إلى 1933. كذلك كان المراجع العلمي للتعليم الطبي في الولايات المتحدة ورئيس الأكاديمية الوطنية للعلوم للفترة من 1913 حتى 1917، وكان رئيس الجمعية الطبية الأمريكية وجمعية الأطباء الأمريكيين وجمعية تاريخ العلوم ومجلس الأطباء والجراحين الأمريكيين وجمعية البكتيريولوجيين الأمريكيين ومجلس الصحة في ولاية ماريلاند ومحررا مؤسسا دورية الطب التجريبي.
خدم ولتش في الهئية الطبية للجيش الأمريكي خلال الحرب العالمية الأولى وظل يخدم في هذه الهيئة لمدة 3 سنوات بعد الحرب حتى حصل على رتبة عميد، وبسبب خدمته في الجيش خلال الحرب حصل على وسام الخدمة المتميزة.

## وفاته
توفي ولتش في 30 أبريل 1934 عن عمر ناهز 84 سنة في مستشفى جونز هوبكنز بسبب إصابته بسرطانة غدية في البروستات.

## الجوائز التي حصل عليها
- وسام تاج بروسيا، 1911.[5]
- وسام كوبر من جمعية الأطباء الأمريكيين، 1927.[5]
- افتتاح مكتبة ويليام هنري ولتش الطبية في جونز هوبكنز في 1929. كان قد اختير اسمه لها في 5 آذار 1928.[11]
- وسام هاربن من المعهد الملكي للصحة العامة، 1931.[5]
- سمي الشارع القريب من مركز جامعة ستانفورد الطبي في ستانفورد في كاليفورنيا على اسمه.[12]

## روابط خارجية
- ويليام هنري ولتش على موقع الموسوعة البريطانية (الإنجليزية)
- ويليام هنري ولتش على موقع إن إن دي بي (الإنجليزية)